# عقب‌گرد ناتمام (فیلم)
لاک‌پشت‌ها تمام راه پایین (به انگلیسی: Turtles All the Way Down) یک فیلم درام رمانتیک آمریکایی محصول سال۲۰۲۴ است که بر اساس رمانی به همین نام در سال ۲۰۱۷ ساخته شده است. این فیلم توسط هانا مارکس بر اساس فیلمنامه ای از الیزابت برگر و آیزاک آپتاکر کارگردانی شده است و ایزابلا مرسده ایفای نقش می کند.  داستان درباره یک نوجوان ۱۶ ساله مبتلا به اختلال وسواس اجباری است که به دنبال ناپدید شدن یک میلیاردر است.
توسعه پروژه در فاکس ۲۰۰۰ پیکچرز در دسامبر ۲۰۱۷ آغاز شد، برگر و آپتاکر به عنوان فیلمنامه نویس اعلام شدند و مارکس قرار است آن را در ژانویه ۲۰۱۹ کارگردانی کند.زیرا شرکت والت دیزنی بیست و یکمین را تصاحب کرد. روباه قرن، شرکت مادر فاکس ۲۰۰۰ پیکچرز، دیزنی فاکس ۲۰۰۰ را بست و پروژه را در چرخش (فیلمسازی) قرار داد، تا اینکه در نهایت توسط نیو لاین سینما خریداری شد. مرسده، که در اقتباس دیگری از کار گرین بازی کرده بود، «بگذار برف،برف کند (فیلم ۲۰۱۹)» ، در فوریه ۲۰۲۲ معرفی شد. عکاسی اصلی در آوریل آغاز شد. در همان سال در سینسیناتی و در ژوئن به پایان رسید.
لاک‌پشت‌ها به‌سرعت پایین در ۲ می ۲۰۲۴ در سرویس پخش حداکثر (سرویس پخش جریانی) منتشر شد.

## فرض
وقتی یک نوجوان ۱۶ ساله با اختلال وسواس فکری اجباری دست و پنجه نرم می کند با عشق دوران کودکی خود ارتباط برقرار می کند، با احتمال یافتن عشق و شادی در مواجهه با بیماری روانی مواجه می شود.

## بازیگران
- ایزابلا مرسده در نقش آزا هلمز
- کری سیچینو در نقش دیزی رامیرز
- فلیکس مالارد در نقش دیویس پیکت
- جودی ریس در نقش جینا هلمز
- مالیق جانسون در نقش مایکل ترنر
- جی.  اسمیت-کامرون در نقش پروفسور ابوت
- پورنا جاگاناتان در نقش دکتر کیرا سینگ
- هانا مارکس در نقش هالی

دبی رایان به عنوان دانشجو در کلاس پروفسور ابوت ظاهر می شود.  نویسنده کتاب، جان گرین به عنوان معلم ورزشگاه آزا ظاهر می شود.

## انتشار
لاک‌پشت‌ها تمام راه پایین در مکس (سرویس پخش جریانی) در ۲ مه ۲۰۲۴ منتشر شد.

## پذیرایی
آدریان هورتون از «گاردین» به این فیلم سه ستاره از پنج ستاره اهدا کرد و نوشت که این فیلم «در تلاش برای یافتن تعادلی بین اضطراب نوجوانی و تشدید احساساتی است که بزرگ‌تر از زندگی است»، اما از ترسیم افکار تمجید کرد.  مارپیچی از اختلال وسواس فکری-اجباری و عملکرد مرسدس.